# U 137 (U-Boot, 1940)
U 137 war ein deutsches U-Boot vom Typ II D, das im Zweiten Weltkrieg von der deutschen Kriegsmarine eingesetzt wurde.

## Geschichte
Der Auftrag für das Boot wurde am 25. September 1939 an die Werft Deutsche Werke, Kiel vergeben. Die Kiellegung erfolgte am 16. November 1939, der Stapellauf am 18. Mai 1940. Die Indienststellung unter Oberleutnant zur See Herbert Wohlfarth fand schließlich am 15. Juni 1940 statt.
Das Boot gehörte nach seiner Indienststellung am 15. Juni 1940 bis zum 31. August 1940 als Ausbildungsboot zur 1. U-Flottille in Kiel. Nach der Ausbildung gehörte U 137 vom 1. September 1940 bis zum 19. Dezember 1940 als Frontboot zur 1. U-Flottille in Kiel. Nach dem Fronteinsatz kam das Boot vom 20. Dezember 1940 bis zum 5. Mai 1945 als Schulboot zur 22. U-Flottille nach Gotenhafen bzw. Wilhelmshaven. (Es wurde zum Krieg gegen die Sowjetunion von Juni 1941 bis August 1941 als Frontboot reaktiviert).
U 137 unternahm während seiner Dienstzeit fünf Feindfahrten, auf denen es sechs Schiffe mit 24.136 BRT versenken und zwei Schiffe mit 15.469 BRT beschädigen konnte.

## Einsatzstatistik

### Erste Feindfahrt
Das Boot lief am 14. September 1940 um 8:00 Uhr von Kiel aus und lief am 16. September 1940 in Kristiansand ein. Es lief noch am gleichen Tag um 10.30 Uhr wieder dort aus und lief am 17. September 1940 um 15:20 Uhr in Stavanger ein. Es lief am 20. September 1940 um 15:20 Uhr von Stavanger aus und lief am 29. September 1940 um 20:00 Uhr in Lorient ein. Auf dieser 16 Tage dauernden Unternehmung in den Nordatlantik, dem Nordkanal und der Rockall Bank, wurden zwei Schiffe mit 10.795 BRT versenkt und ein Schiff mit 4.917 BRT beschädigt.
- 26. September 1940: Versenkung des britischen Dampfers Manchester Brigade mit 6.042 BRT. Der Dampfer wurde durch einen Torpedo versenkt. Er hatte 1.147 t Militär- und Stückgut geladen und befand sich auf dem Weg von Manchester nach Montreal. Das Schiff gehörte zum Konvoi OB-218 mit 25 Schiffen. Es gab 56 Tote und vier Überlebende. (Lage)

- 26. September 1940: Versenkung des britischen Tankers Stratford mit 4.753 BRT. Der Tanker wurde durch einen Torpedo versenkt. Er fuhr in Ballast und war auf dem Weg von Liverpool nach Aruba. Das Schiff gehörte zum Konvoi OB-218 mit 25 Schiffen. Es gab zwei Tote und 32 Überlebende. (Lage)

- 26. September 1940: Der norwegische Dampfer Asgerd mit 1.308 BRT, wurde nicht von U 137 versenkt. Er wurde am 27. September 1940 um 10.15 Uhr nordwestlich von Malin Head durch eine Focke-Wulf Fw 200 des Kampfgeschwaders 40 versenkt.

- 26. September 1940: Beschädigung des britischen Dampfers Ashantian mit 4.917 BRT. Der Dampfer wurde durch einen Torpedo beschädigt. Er hatte Stückgut geladen und war auf dem Weg von Liverpool (Großbritannien) nach Freetown. Das Schiff gehörte zum Konvoi OB-218 mit 25 Schiffen. Es gab vier Tote. Der Dampfer wurde am 21. April 1943 von U 415 versenkt. (Lage)

### Zweite Feindfahrt
Das Boot lief am 9. Oktober 1940 um 10.00 Uhr von Lorient aus und lief am 17. Oktober 1940 um 18.04 Uhr wieder dort ein. Auf dieser neun Tage dauernden und zirka 1.800 sm über und 15 sm unter Wasser langen Unternehmung in den Nordatlantik und dem Nordkanal, wurde ein Schiff mit 10.552 BRT beschädigt.
- 14. Oktober 1940: Beschädigung des britischen Hilfskreuzers HMS Cheshire mit 10.552 BRT. Der Hilfskreuzer wurde durch einen Torpedo beschädigt. Das Schiff fiel dadurch für sechs Monate aus. Es wurde nochmals am 18. August 1942 von U 214 beschädigt. (Lage)

### Dritte Feindfahrt
Das Boot lief am 3. November 1940 um 17:28 Uhr von Lorient aus und lief am 22. November 1940 um 13:25 Uhr in Bergen ein. Auf dieser 19 Tage dauernden und zirka 2.900 sm über und 256 sm unter Wasser langen Unternehmung in den Nordatlantik und westlich des Nordkanals, wurden vier Schiffe mit 13.341 BRT versenkt.
- 13. November 1940: Versenkung des britischen Dampfers Cape St. Andrew mit 5.094 BRT. Der Dampfer wurde durch einen Torpedo versenkt. Er fuhr in Ballast und war auf dem Weg von Middlesbrough über Oban nach Bombay. Das Schiff war ein Nachzügler des Konvois OB-240 mit 57 Schiffen. Es gab 15 Tote und 53 Überlebende. (Lage)

- 16. November 1940: Versenkung des britischen Dampfers Planter mit 5.887 BRT. Der Dampfer wurde durch einen Torpedo versenkt. Er hatte ägyptische Produkte geladen und befand sich auf dem Weg von Sues über Freetown (Sierra Leone) nach Manchester (Großbritannien). Das Schiff gehörte zum Konvoi SLS-53 mit 53 Schiffen. Es gab 13 Tote und 60 Überlebende. (Lage)

- 17. November 1940: Versenkung des belgischen Motorschiffes Saint Germain mit 1.044 BRT. Das Schiff wurde durch einen Torpedo versenkt. Er hatte 1.440 t Erdnüsse geladen und befand sich auf dem Weg von Porto de Leixões (Portugal) nach Port Talbot. Es gab keine Verluste, 18 Überlebende. (Lage)

- 17. November 1940: Versenkung des schwedischen Dampfers Veronica mit 1.316 BRT. Der Dampfer wurde durch einen Torpedo versenkt. Er hatte 1.800 t Eisenerz geladen und befand sich auf dem Weg nach Barrow. Es gab 17 Tote und drei Überlebende. (Lage)

### Überführungsfahrt
Das Boot lief am 24. November 1940 um 15:30 Uhr von Bergen aus und lief am 27. November 1940 um 15:05 Uhr in Kiel ein. Auf dieser drei Tage dauernden Unternehmung zur Überführung des Bootes von Norwegen nach Deutschland, wo es als Schulboot eingesetzt wurde, wurden keine Schiffe versenkt oder beschädigt.

### Vierte Feindfahrt
Das Boot lief am 17. Juni 1941 von Kiel aus und lief am 19. Juni 1941 um 23:45 Uhr in Bergen ein. Es lief am 21. Juni 1941 um 00:30 Uhr wieder von Bergen aus und lief am 4. Juli 1941 um 14:45 Uhr wieder dort ein. Auf dieser 18 Tage dauernden und zirka 2.700 sm über und 128 sm unter Wasser langen Unternehmung in das Nordmeer, sowie Patrouillenfahrten vor Bergen, wurden keine Schiffe versenkt oder beschädigt.

### Fünfte Feindfahrt
Das Boot lief am 24. Juli 1941 um 13:00 Uhr von Bergen aus und lief am gleichen Tag um 20:35 Uhr in Kopervik ein. Es lief am 25. Juli 1941 um 2:15 Uhr dort wieder aus und lief 26. Juli 1941 in Helsingør ein. Von dort lief U 137 am 28. August 1941 um 6:13 Uhr aus und lief am 29. August 1941 um 14:00 Uhr in Kiel ein. Das Boot lag zur Bereitschaft zum Unternehmen Barbarossa. Es wurden keine Schiffe versenkt oder beschädigt.

## Verbleib
Das Boot wurde am 5. Mai 1945 in Wilhelmshaven in der Westkammer der IV. Einfahrt (Raederschleuse) gemäß dem lange bestehenden, allerdings von Großadmiral Dönitz noch am Abend des 4. Mai 1945 aufgehobenen Regenbogen-Befehl von seiner Besatzung selbstversenkt.